# Nomadismo

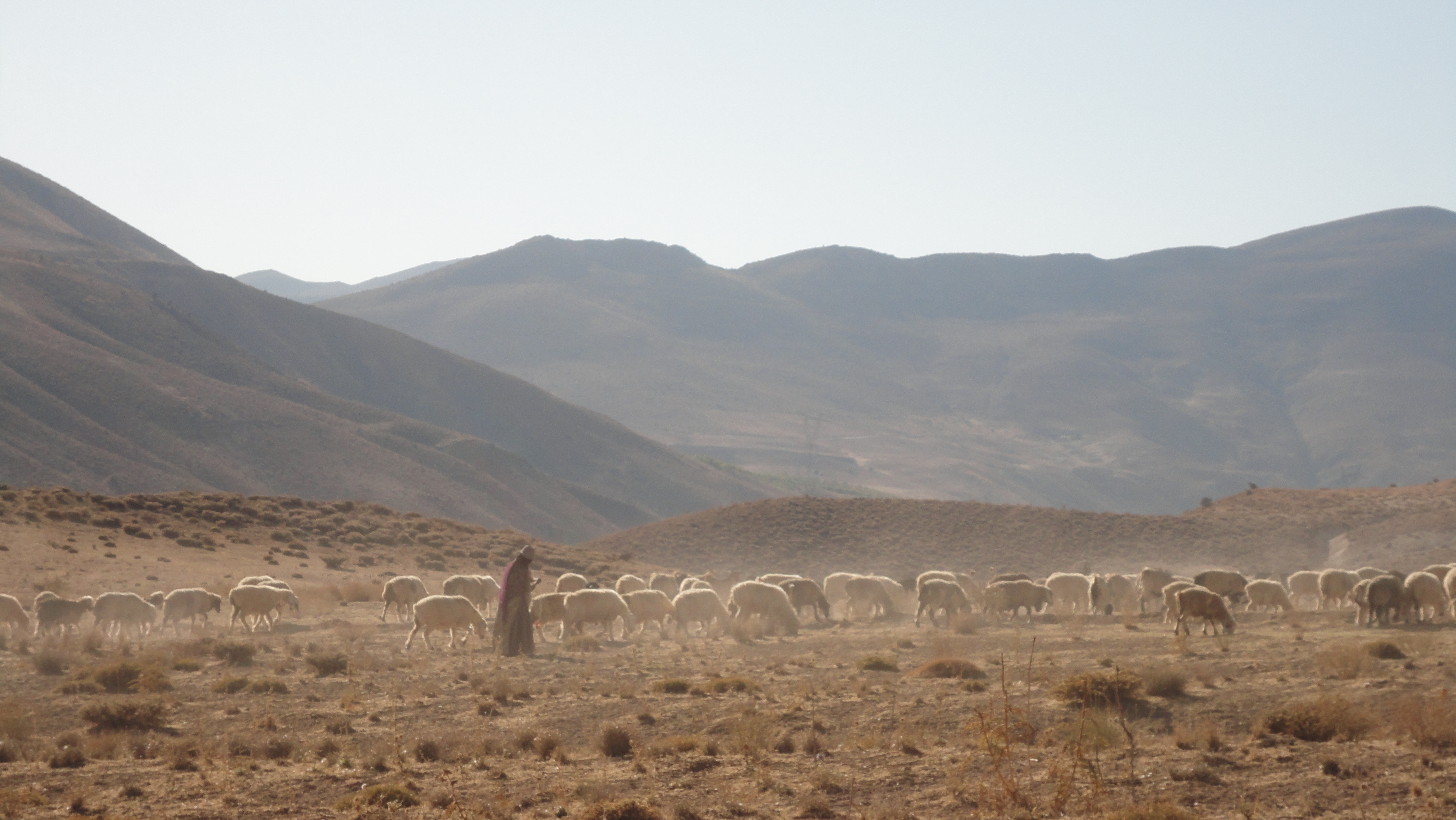
Una nomade Qashqai conduce il suo gregge al pascolo.

Il nomadismo è una forma insediamentale di vita di alcuni popoli e tribù, caratterizzata dall'assenza di una fissa dimora e dalla natura temporanea o improvvisata dei manufatti abitativi. Tale forma di esistenza è legata solitamente alla forma di economia praticata, ma può essere praticata anche per motivi di tradizione storica e culturale.
I popoli che la praticano sono detti "nomadi". Il termine nomade deriva dal verbo greco νέμειν ('pascolare').

## Descrizione

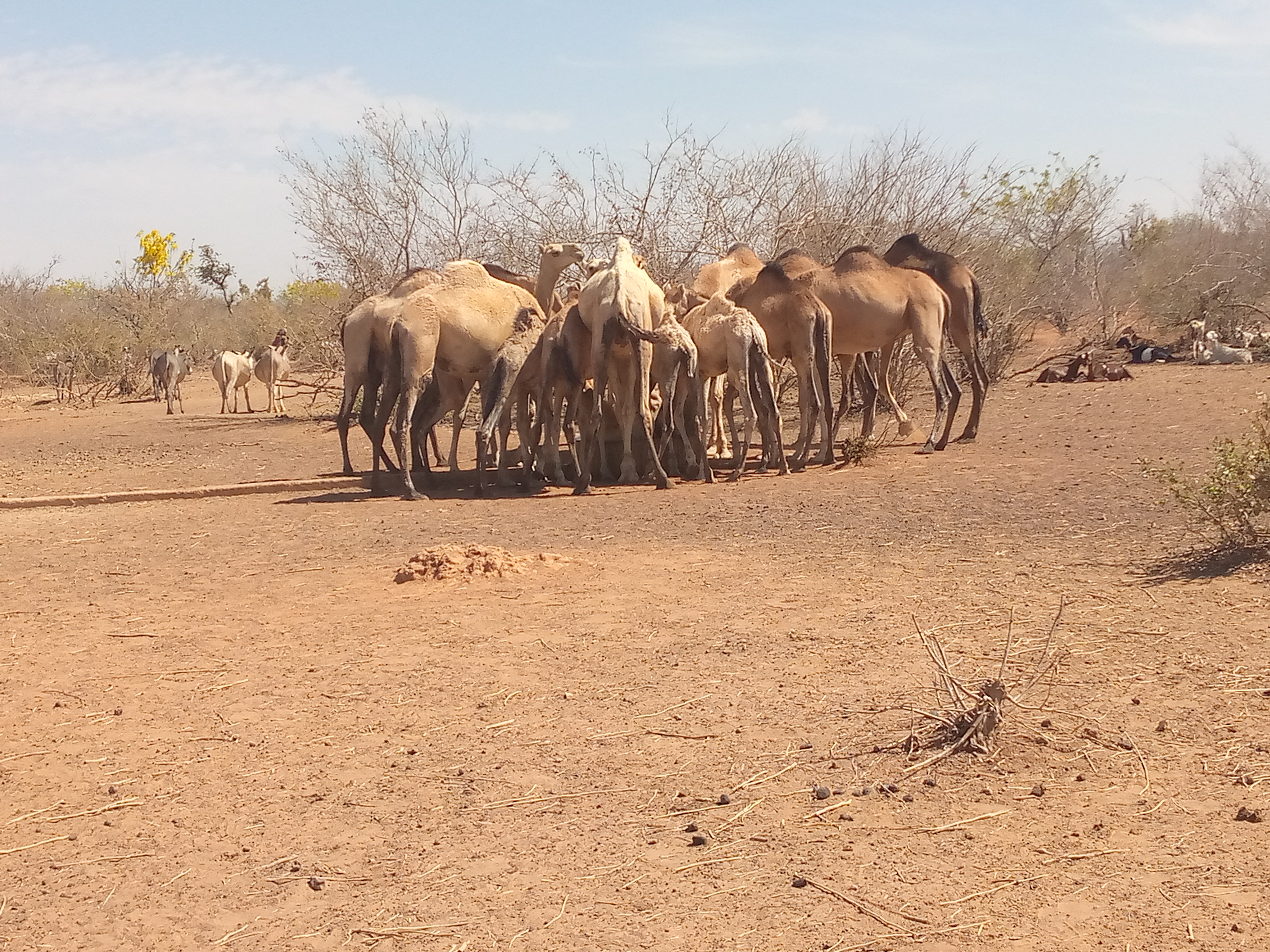
Dromedari ad un punto d’acqua a Zabori in Niger

L'umanità visse in uno stato nomade durante tutto il Paleolitico, sia in siti all'aperto che in grotte, con un uso del territorio intermittente o stagionale, oppure itinerante rimanendo in una zona finché era disponibile sufficiente cibo.
Con una organizzazione costituita da piccoli gruppi di cacciatori-raccoglitori, ampi territori e bassa popolazione permettevano di provvedere direttamente ai propri bisogni nell'ambito di una economia di sussistenza.
Con la rivoluzione neolitica si osserva una notevole differenziazione seconda delle modalità di sostentamento: se l'agricoltura comporta un'organizzazione stanziale, la pastorizia favorisce una elevata mobilità al fine del soddisfacimento delle esigenze del bestiame, con un nomadismo tipo itinerante o stagionale. Con la contemporanea pratica di una qualche forma di agricoltura, nomadismo assume i connotati della transumanza.
In generale, più elevato è il grado di nomadismo, più fluida è l'organizzazione economica e sociale. Tuttora il nomadismo dei popoli delle steppe permane in parte nei costumi delle popolazioni della Mongolia, mentre il nomadismo tradizionale delle aree desertiche è ancora praticato nell'area sahariana, tra le nazioni di Algeria, Mauritania, Mali e Niger, tramandata dai Tuareg, un tempo dominanti nelle rotte carovaniere della regione e dediti principalmente al commercio del sale.
In Tunisia, fra il XII e il XIV secolo è avvenuto uno scontro fra l'etnia stanziale dei berberi e l'etnia nomade dei beduini arabi. Il conflitto si è concluso con la vittoria degli arabi, che sono però diventati sedentari. Infine, abitudini seminomadi contraddistinguono anche i beduini dell'Africa settentrionale e del Vicino Oriente.
Piero Colacicchi sostiene che "nomade", riferito ai popoli romaní, è un termine ottocentesco, usato non tanto per indicare lo stile di vita di questi quanto piuttosto con intento discriminatorio verso coloro che ritenevano "uomini inferiori" poiché "pigri, vagabondi, caratterialmente instabili", in contrapposizione a quello dell'uomo eletto, amante della patria, posato e seguace della morale. Il termine è peraltro in contraddizione con le effettive condizioni sociali della popolazione romanì, che almeno in Italia è in gran prevalenza stanziale.